# Mohamed Cherif Abbas
Pour les articles homonymes, voir Cherif (homonymie).
 (février 2024).
Si vous disposez d'ouvrages ou d'articles de référence ou si vous connaissez des sites web de qualité traitant du thème abordé ici, merci de compléter l'article en donnant les références utiles à sa vérifiabilité et en les liant à la section « Notes et références ».
Mohamed Cherif Abbas (محمد الشريف عباس) (né le 10 décembre 1936 à Batna) est un homme politique algérien et ancien ministre de Moudjahidines.

## Biographie
Membre de l'ALN de 1955 à 1962, il était officier de l'organisation dans la wilaya 1, 1re et 2e régions.
De 1962 à 1976, il fut membre de la Mouhafadha FLN à Batna, Annaba et 
Constantine. Puis il a été nommé Mouhafedh[réf. souhaitée] national dans les wilayas d'Oum El-Bouagui, Tamanrasset et Guelma.
En 1982, il occupe le poste de secrétaire général de l'Organisation nationale des moudjahidines. En 1996, il est l'un des membres fondateurs du RND, où il siège en tant que membre du conseil national. En 1997, il est élu sénateur. Il exerce ce mandat jusqu'au 24 décembre 1999, date à laquelle le président Abdelaziz Bouteflika le nomme ministre des moudjahidines (anciens combattants).